# Isatis gaubae
Isatis gaubae är en korsblommig växtart som beskrevs av Joseph Friedrich Nicolaus Bornmüller. Isatis gaubae ingår i släktet vejdar, och familjen korsblommiga växter. Inga underarter finns listade i Catalogue of Life.